# Вулиця Лесі Українки (Житомир)
Вулиця Лесі Українки — вулиця в Богунському районі міста Житомира.

## Розташування
Вулиця бере початок від глухого кутка західніше вулиці Чехова та закінчується глухим кутком східніше вулиці Хлібної. Довжина 1,9 км. Перетинається з вулицями Чехова, Перемоги, Юрка Тютюнника, Покровською, Небесної Сотні, Хлібною. Виходом до вулиці Лесі Українки завершуються провулки Пивоварний та Сотника Савінського.
Вулиця Лесі Українки починається на Рудні, у мікрорайоні, що має неофіційну назву «Болото», далі пролягає у Старому місті: розділяє центральну частину міста та місцевість «Сінний Ринок». Частина вулиці від Покровської вулиці й далі на схід розташовується у північній частині Старого міста, історична назва якої «Новоє Строєніє» («Нова Будова»).

### Забудова
Забудова вулиці змішана: наявні як п'яти — дев'ятиповерхові житлові будинки (1970-ті —1990-ті роки побудови), так і малоповерхові житлові будинки садибного типу, більшість з яких являють собою історичну забудову ХІХ —початку ХХ століть. Найцільніше історична малоповерхова забудова збереглася між вулицями Юрка Тютюнника й Покровською.

#### Установи
- № 1 — Житомирська районна державна адміністрація;
- № 15 — Музична школа № 4;
- № 16 — Поліклініка КП «Лікарня № 2 ім. В. П. Павлусенка» Житомирської міської ради;
- № 17 — Житомирський відділ поліції;
- № 21 — Дошкільний навчальний заклад № 21 «Посмішка»;
- № 71 — ЗОШ № 19.

## Історичні відомості

### Історія назви
Вулиця відома в 1781 році під назвою Прохорівська. Антропонім виник від імені землевласника Яреми Прохора.
В 1919 році тимчасово мала назву вулиця Дорошенка. З 1929 року називається вулицею Лесі Українки, на честь видатної письменниці Лесі Українки.

### Історія формування вулиці
Згідно з мапою міста початку ХІХ ст., вулиця брала початок від шляху на Вільськ (нині це вулиця Перемоги) та завершувалася глухим кутом в районі нинішнього перехрестя з вулицею Юрка Тютюнника. Вздовж вулиці поставали декілька житлових будинки.
Станом на середину ХІХ ст. вулиця забудувалася переважно дерев'яними садибними житловими будинками орієнтовно до нинішнього хлібозаводу № 2, де завершувалася кутком та за допомогою путівця, що пролягав південніше нинішньої вулиці, з'єднувалася з Великою Петербурзькою вулицею (нині Покровська) та Гончарною вулицею.
Генеральним планом 1852 року передбачалося продовження Прохорівської вулиці на схід, до проєктної вулиці Східної. Нову ділянку Прохорівської вулиці мали прокладати крізь існуючі садиби Великої Петербурзької (сучасної Покровської), Гончарної вулиць, землі Гончарного хутора та хутора Хінчанка. Вулиця разом з паралельними та поперечними вулицями мала утворити квартали правильної форми, близької до прямокутної.
У 1860-х роках через землі нащадків Яреми Прохора було прокладено нову ділянку вулиці, що закінчувалась на вулиці Великій Петербурзькій (сучасна вулиця Покровська). У наступні роки прорізана ділянка вулиці між вулицями Великою Петербурзькою та Гончарною. Частина Гончарної вулиці, що прямувала на схід, де зливалася зі Старогончарною вулицею, відійшла до Прохорівської вулиці. Таким чином, Прохорівська вулиця продовжилася до нинішньої Старогончарної вулиці.
До кінця ХІХ ст. дільницю Прохорівської вулиці між нинішніми вулицями Гончарною та Небесної Сотні направлено на північний схід, відповідно до генплану 1852 року. Поступово колишня частина Гончарної вулиці, включена до Прохорівської, зникла в процесі забудови нової (спрямованої на північний схід) ділянки Прохорівської вулиці в районі її перехрестя з Московською вулицею (нині вулиця Небесної Сотні), опинившись в глибині нового кварталу. Прохорівська вулиця завершувалася кутком східніше перехрестя з тодішньою Московською вулицею.
Станом на 1906 рік забудова вулиці сформувалася та представлена здебільшого одно- двоповерховими міщанськими садибами. Вулиця була дещо коротшою, оскільки брала початок кутком між сучасними вулицями Чехова й Перемоги, а завершувалася глухим кутком західніше Хлібної вулиці, не з'єднавшись з нею. Подібна ситуація зберігалася станом на 1940-ві роки.
У 1950-х роках розпочалася забудова кварталів садибними житловими будинками в районі колишнього хутора Хінчанка. Від Східної вулиці у західному напрямку індивідуальними житловими будинками почала забудовуватися нова ділянка вулиці Лесі Українки, трасу якої прокладено згідно з генеральним планом 1852 року. Нова ділянка вулиці сформувалася та забудувалася до тодішньої вулиці Мануїльського. Тоді ж було прорізано вулицю Лесі Українки до Хлібної вулиці та далі на схід. З перспективою об'єднання обох ділянок вулиці Лесі Українки, до вулиці Лесі Українки долучено ділянку колишньої Старогончарної вулиці, між вулицями Шелушкова (нині Князів Острозьких) та Мануїльського (нині Івана Мазепи). Таким чином, вулиця Лесі Українки складалася з двох частин, що були відокремлені одна від одної старою забудовою: перша частина завершувалася кутком за вулицею Хлібною; друга частина брала початок з вулиці Шелушкова та завершувалася перехрестям зі Східною вулицею. Перспектива об'єднати обидві ділянки вулиці зникла внаслідок побудови загальноосвітньої школи № 19 та забудови багатоповерховими будинками вулиці Шелушкова.
З кінця 1960-х років вулиця почала забудовуватися багатоповерховими житловими будинками типових проєктів. Перша багатоповерхівка вулиці — на розі з вулицею Перемоги, побудована до 1968 року. Протягом 1970-х —1980-х рр. багатоповерхова забудова вулиці переважно сформувалася, при чому шляхом знесення історичної садибної забудови.
Впродовж 1958—1996 років початок вулиці (до вулиці Перемоги) був відокремлений та мав назву провулок Лесі Українки. Початок вулиці західніше вулиці Чехова сформувався у 1970-х роках, де було побудовано будівлю райадміністрації, багатоквартирні житлові будинки.
В 1995 році ізольована ділянка вулиці Лесі Українки від основної частини цієї вулиці була виокремлена у два нові топонімічні об'єкти: частина між вулицями Мануїльського та Східною, що розвивалася згідно з генпланом отримала назву вулиця Олени Пчілки. Ділянку, що відносилася колись до Старогончарної вулиці названо провулком Косачів.
У 1996 році будинки провулку Лесі Українки переадресовано до вулиці Лесі Українки. Змінено нумерацію уздовж всієї вулиці.